# Luciopimelodus pati
Luciopimelodus pati és una espècie de peix de la família dels pimelòdids i de l'ordre dels siluriformes.

## Morfologia
- Els mascles poden assolir 103 cm de longitud total.[1][2]

## Alimentació
És carnívor.

## Hàbitat
És un peix d'aigua dolça i de clima subtropical.

## Distribució geogràfica
Es troba a Sud-amèrica: conques del Riu de La Plata i del riu Blanco.